# Harry Markowitz
Harry Max Markowitz (født 24. august 1927 i Chicago, død 22. juni 2023) var en amerikansk økonom og professor i finansiering ved University of California, San Diego (UCSD). Han arbejdede også for bl.a. RAND Corporation og New York City University samt sin egen virksomhed Harry Markowitz Company. Han modtog Nobelprisen i økonomi i 1990 sammen med Merton Miller og William Sharpe for "deres banebrydende arbejde inden for teorien bag finansiel økonomi".

## Baggrund
Harry Markowitz var uddannet fra University of Chicago, hvor han bl.a. havde Nobelpristagerne Tjalling Koopmans og Milton Friedman som lærere. I sin Ph.D.-afhandling foretog han en matematisk analyse af aktiemarkeder. På det tidspunkt byggede den fremherskende teorier om aktier på John Burr Williams' nutidsværdimodel. Markowitz indså, at denne teori manglede en analyse af betydningen af risiko. Dette førte til hans udvikling af en banebrydende teori om porteføljevalg under usikkerhed, der blev offentliggjort i 1952 i Journal of Finance. Artiklen betragtes som en hjørnesten i grundlæggelsen af moderne porteføljeteori. I 1955 forsvarede han sin Ph.D.-afhandling, og i 1959 udgav han bogen Portfolio Selection: Efficient Diversification of Investments.

## Forskning
En Markowitz-efficient portefølje er en portefølje, hvor det ikke er muligt at nedbringe porteføljens risiko for et givet forventet afkast ved yderligere diversificering (eller alternativt: Porteføljens forventede afkast kan ikke øges yderligere uden at forøge den samlede risiko). Den Markowitz-efficiente rand er mængden af alle porteføljer, der giver det højeste forventede afkast for ethvert givet risikoniveau. Disse begreber har været essentielle i udviklingen af capital asset pricing-modellen (CAPM).